# Nacionalismo ucraniano

Bandeira da OUN-B e UPA. Comumente usada por nacionalistas ucranianos.

O nacionalismo ucraniano  é uma ideologia política nacionalista , bem como um movimento sócio-político, que visa criar e desenvolver um estado nacional independente ucraniano e na unidade do povo ucraniano, tanto em um sentido étnico quanto em um sentido "cívico-territorial".